# Oblast de Oremburgo
O oblast de Oremburgo (russo:  , tr. Оренбу́ргская о́бласть; IPA: [Orenbúrgskaia óblast]) é uma divisão federal (oblast) da Federação da Rússia, localizada no distrito federal do Volga e com seu centro administrativo na cidade de Oremburgo. De 1938 a 1957, chamou-se oblast de Tchkalov (russo:  Чка́ловская о́бласть, tr. Tchkálovskaia óblast) em honra de Valeri Tchkalov.
Com uma área de 124 000 km² e uma população de 2 033 072 habitantes (Censo: 2010), é cortada pelo rio Ural e uma das maiores áreas de agricultura da Rússia, com seu clima extremamente favorável para a proliferação de fazendas: primavera úmida, verão seco e muitos dias de sol, tornando o local perfeito para o cultivo de batata, feijão, milho, girassol e ervilha. Entre os produtos de exportação da região, encontram-se petróleo, gás, níquel e diversos produtos manufaturados como motores elétricos, radiadores e maquinaria automotiva industrial.
A província tornou-se conhecida mundialmente em 1967 quando a nave Soyuz-1, com o cosmonauta Vladimir Komarov em seu interior, se despenhou no solo da região devido a problemas com o paraquedas da nave, após a reentrada na atmosfera terrestre.